# Calamagrostis ussuriensis
Calamagrostis ussuriensis är en gräsart som beskrevs av Nikolai Nikolaievich Tzvelev. Calamagrostis ussuriensis ingår i släktet rör, och familjen gräs. Inga underarter finns listade i Catalogue of Life.